# Rio Pimpão
O rio Pimpão é um curso de água do estado do Paraná. Localiza-se no município de Pinhão). Afluente do rio Areia, faz parte da bacia do rio Iguaçu, na região da Usina Governador Bento Munhoz da Rocha Netto (Usina Foz do Areia). 